# Beatrice Schultz

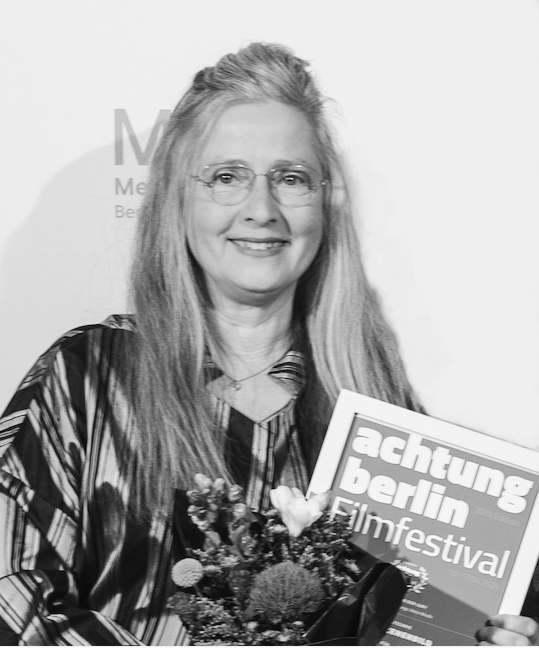
Beatrice Schultz (2024)

Beatrice Schultz (* 1968 in Bad Urach) ist eine deutsche Szenenbildnerin.

## Leben
Ihre Kindheit und Jugend verbrachte Schultz in Süddeutschland auf dem Land und besuchte die Freie Waldorfschule Engelberg bei Stuttgart. Nach ihrer Schulzeit absolvierte sie eine Schneiderlehre und sammelte Erfahrungen durch Praktika und Assistenzen im Bereich Kostümbild am Staatstheater Stuttgart, am Residenztheater in München sowie der Staatsoper Stuttgart unter den Kostümbildnerinnen Gabriele Sterz und Gisela Storch, zudem arbeitete sie regelmäßig im Atelier des Bildhauers Eckhardt Dietz.
Von 1992 bis 1998 studierte sie Kostüm- und Bühnenbild an der Universität der Künste Berlin (UdK) und schloss das Diplom-Studium mit Auszeichnung ab. Während des Studiums betreute sie als Kostümmitarbeiterin am Burgtheater Wien unter Claus Peymann die fünfmonatigen Proben der Uraufführung: Zurüstungen für die Unsterblichkeit, (Bühnenbild: Achim Freyer).
1998 schuf sie das Szenenbild des Debütfilms Mein Stern, Regie: Valeska Grisebach. Seitdem ist sie als freiberufliche Szenenbildnerin für Kunst- und Spielfilme tätig, sowohl für nationale als auch internationale Kinoproduktionen und Fernsehproduktionen. Zu ihren Arbeiten gehören unter anderem das Szenenbild für Sehnsucht (2006, Regie: Valeska Grisebach, Uraufführung im Wettbewerb der internationalen Filmfestspiele Berlin), Western (2017, Regie: Valeska Grisebach, Uraufführung auf den internationalen Filmfestspielen in Cannes), Jackpot und Irgendwann werden wir uns alles erzählen (2023, Regie: Emily Atef, Uraufführung im Wettbewerb der Berlinale) sowie Falscher Bekenner (2005, Regie: Christoph Hochhäusler, Uraufführung auf den internationalen Filmfestspielen in Cannes).
Beatrice Schultz ist Mitglied der Deutschen Filmakademie, der Europäischen Filmakademie und im Verband der Berufsgruppen Szenenbild und Kostümbild.
Sie lebt mit ihrer Familie in Berlin.

## Filmografie als Szenenbildnerin
- 2001: Mein Stern (Debüt, Regie: Valeska Grisebach)
- 2002: Kleine Freiheit (Das Kleine Fernsehspiel, ZDF, Regie: Yüksel Yavuz)
- 2003: Unterwegs (Das Kleine Fernsehspiel, ZDF, Regie: Jan Krüger)
- 2004: Falscher Bekenner[4] (Kinofilm, Regie: Christoph Hochhäusler)
- 2005: Sehnsucht[5] (Kinofilm, Regie: Valeska Grisebach)
- 2006: Karger (Kinofilm, Regie: Elke Hauck)
- 2007: Du bist nicht allein[6] (Kinofilm, Regie: Bernd Böhlich)
- 2009: deutschland 09 (Episodenfilm, Episode: Christoph Hochhäusler, Séance)
- 2010: Glückliche Fügung (Das Kleine Fernsehspiel, ZDF, Regie: Isabelle Stever)
- 2011: Die Vermissten (Kinofilm, Regie: Jan Speckenbach)
- 2012: Halbschatten (Kinofilm, Regie: Nicolas Wackerbarth)
- 2012: Continuity (Kunstfilm, Regie: Omer Fast)
- 2013: Dora oder die sexuellen Neurosen unserer Eltern (Kinofilm, Regie Stina Werenfels)
- 2014: Uns geht es gut (Kinofilm, Regie: Henri Steinmetz)
- 2015: August (Kunstfilm, Regie: Omer Fast)
- 2016: Die Anfängerin (Kinofilm, Regie: Alexandra Sell)
- 2017: Western[7] (Kinofilm, Regie: Valeska Grisebach)
- 2018: Die Einzelteile der Liebe[8] (Kinofilm, Regie: Miriam Bliese)
- 2019: Jackpot[9] (Fernsehfilm, Regie: Emily Atef)
- 2020: Rivale[10] (Kinofilm, Regie: Marcus Lenz)
- 2021: Da kommt noch was (Kinofilm, Regie: Mareille Klein)
- 2022: Irgendwann werden wir uns alles erzählen[11] (Kinofilm, Regie: Emily Atef)
- 2023: Touched[12] (Kinofilm, Regie: Claudia Rorarius)
- 2024: Familie is nich (Fernsehfilm, Regie: Nana Neul)
- 2025: Heldin[2] / Late Shift (Kinofilm, Regie: Petra Biondina Volpe)

## Auszeichnungen
- 2024: Preis für bestes Production Design beim 20. Achtung Berlin Filmfest, für den Kinofilm Touched.[13]

## Theaterarbeiten als Kostüm- und Bühnenbildnerin
- 1998: Der blonde Eckbert (Oper von Judith Weir), Theater und Probensaal UdK Berlin (Bühnenbild und Kostüm)
- 1999: Fegefeuer in Ingolstadt (Schauspiel von Marieluise Fleißer), Schauspielhaus Bremen (Bühnenbild)
- 1999: Ein Sportstück (Drama von Elfriede Jelinek), Nationaltheater Mannheim (Bühnenbild)
- 2000: Harakiri einer Bauchrednertagung (Schauspiel von René Pollesch), Schauspielhaus Bremen (Bühnenbild)
- 2001: Lebendige Stunden (vier Einakter von Arthur Schnitzler), Volkstheater Wien (Bühnenbild und Kostüm)
- 2001: Volksvernichtung (Schauspiel von Werner Schwab), Schauspielhaus Bremen (Bühnenbild)
- 2002: Merlin, oder das wüste Land (Schauspiel von Tankred Dorst), Theaterschafft Leipzig (Bühnenbild und Kostüm)
- 2003: Räuber Hotzenplotz von Otfried Preußler, Landestheater Rudolstadt (Bühnenbild und Kostüm)
- 2003: Troja,[14][15] Theaterschafft Leipzig, (Bühnenbild und Kostüm)
- 2004: Carmen (Oper von Georges Bizet), Opera Penang, Malaysia (Bühnenbild)